# ماریانا آویتیا
ماریانا آویتیا (انگلیسی: Mariana Avitia؛ زادهٔ ۱۸ سپتامبر ۱۹۹۳) ورزشکار تیراندازی با کمان اهل مکزیک است.
وی در مسابقات کشوری و بین‌المللی در مجموع برندهٔ ۱ مدال طلا، ۲ مدال نقره، ۱ مدال برنز شده‌است.